# Freeborn County
Freeborn County er et county i den amerikanske delstat Minnesota. Amtet ligger i den sydlige del af delstaten og grænser op til Steele County i nordøst, Mower County i øst, Faribault County i vest og mod Waseca County i nordvest. Amtet grænser desuden op til delstaten Iowa i syd.
Freeborn totale areal er 1 833 km² hvoraf 39 km² er vand. I 2000 havde amtet 32 584 indbyggere. Amtet administration ligger i byen Albert Lea som også er amt største by. 
Amtet har fået sit navn efter William Freeborn som var byen Red Wings anden borgmester.

## Demografi
Ifølge folketællingen fra 2000 boede der 32.584 personer i amtet. Der var 13.356 husstande med 9.015 familier. Befolkningstætheden var 18 personer pr. km². Befolkningens etniske sammensætning var som følger: 95,22% hvide, 0,24% afroamerikanere.
Der var 13.356 husstande, hvoraf 29,10% havde børn under 18 år boende. 56,50% var ægtepar, som boede sammen, 7,50% havde en enlig kvindelig forsøger som beboer, og 32,50% var ikke-familier. 28,20% af alle husstande bestod af enlige, og i 14,00% af tilfældene boede der en person som var 65 år eller ældre.
Gennemsnitsindkomsten for en hustand var $36.964 årligt, mens gennemsnitsindkomsten for en familie var på $45.142 årligt.